# Amalie Pasqualati
Amalia Freifrau von Pasqualati von Osterberg (* 19. Mai 1818 als Amalia von Vog(e)l in Wien, Kaisertum Österreich; † 18. März 1903 in Wien, Österreich-Ungarn) war eine österreichische Schauspielerin, Tänzerin und Theaterleiterin.

## Leben und Karriere
Am 19. Mai 1818 wurde Amalia von Vog(e)l in Wien geboren und kam bereits als 15-Jährige als Tänzerin und Schauspielerin zur Bühne, wo sie zumeist unter dem Pseudonym Amalia Zwerbi bzw. A. Z. auftrat. Nachdem die damals 21-Jährige am 3. November 1839 den Militärbeamten Johann Baptist Freiherr von Pasqualati und Osterberg (1811–1876), den Sohn des gleichnamigen Militärbeamten (1777–1830), geheiratet hatte, richtete sie mit der Unterstützung ihres Ehemannes im Jahre 1841 im großen Mittelsaal des Palais Schönborn in der heutigen Laudongasse im 8. Wiener Gemeindebezirk Josefstadt ein rund 100 Plätze fassendes Liebhabertheater mit angeschlossener Theaterschule ein. Das Theater, das in weiterer Folge rege besucht wurde, brachte vor allem Stücke deutscher und französischer Autoren, wie Friedrich Schiller, Gotthold Ephraim Lessing, Ferdinand Raimund, Johann Nestroy, August von Kotzebue, Mélesville, Eugène Scribe oder Jean-François Bayard. Seltener wurden hier auch Operetten oder kleinere Opern aufgeführt, wobei die nunmehrige Amalia Freifrau von Pasqualati von Osterberg zumeist selbst die weibliche Hauptrolle mimte. Zu den weiteren Mitwirkenden zählten vor allem bürgerliche Laiendarsteller und Adelige, aber auch Berufsschauspieler. So traten hier unter anderem Ludwig Gabillon, der noch junge Franz von Jauner oder das Ehepaar Fichtner (Karl und Elise Fichtner) auf. Bei den vielen hier stattfindenden Wohltätigkeitsveranstaltungen traten auch regelmäßig Hofburgschauspieler auf. Im Jahre 1862 wurde das Theater aus finanziellen Gründen geschlossen. Nachdem Amalia Freifrau von Pasqualati von Osterberg bereits im Jahre 1860 die Konzession zur Führung einer öffentlichen Bühne erhalten hatte, übernahm sie erst im Herbst 1866 die Leitung des Harmonietheaters im 9. Wiener Gemeindebezirk Alsergrund. Dort engagierte sie unter anderem Carl Millöcker und Karl Ferdinand als Kapellmeister und Komponist. Ludwig Anzengruber trat in kleineren Rollen hier auf und seine ersten dramatischen Versuche, wie zum Beispiel die Posse Der Reformtürk, wurden hier aufgeführt. Bereits im Mai 1867 musste sie die Direktion des Theaters nach ebenfalls finanziellen Schwierigkeiten wieder niederlegen; am 9. Mai 1867 fand die letzte Vorstellung statt. Neben ihren Tätigkeiten als Schauspielerin, Tänzerin und Theaterprinzipalin verfasse Amalia Freifrau von Pasqualati von Osterberg auch eigene Lustspiele, Dramen und Possen, wie Die Mädchen unter sich, Vier Töchter und ein Bräutigam, Wie man Leben ins Haus bringt, wobei die Musik zumeist von Carl Millöcker beigesteuert wurde. Ihren Lebensabend verbrachte Pasqualati in Wien und starb am 18. März 1903 im Alter von 84 Jahren in ihrer Geburts- und Heimatstadt.

## Hauptrollen (Auswahl)
- Gräfin Olga in Ernst Raupachs Isidor und Olga
- Marquise de la Gailladièr in L. Schneiders Die schöne Müllerin

## Werke (Auswahl)
- Die Mädchen unter sich
- Vier Töchter und ein Bräutigam
- Wie man Leben ins Haus bringt